# Новошахтинск
Новошахтинск (на руски: Новошахтинск) е миньорски град в Ростовска област, Русия, разположен на границата с Украйна. Населението му към 1 януари 2018 година е 108 345 души.